# Hannelore Henze
Hannelore Henze (* 14. Juni 1936 in Plauen) ist eine deutsche Autorin und Architektin.

## Leben
Hannelore Henze wuchs in Weimar auf. Nach Ablegung des Abiturs absolvierte sie von 1954 bis 1960 ein Studium der Architektur in Weimar, anschließend ein Sonderstudium der Kunstgeschichte und Garten- und Landschaftsarchitektur. Seit 1972 übt sie eine Tätigkeit als Garten- und Landschaftsarchitektin aus mit dem Schwerpunkt Friedhöfe. Dieses spiegelt sich auch in ihrem Spektrum als Autorin wider.
Henze lebt in Weimar. Sie ist auch als Pilzberaterin tätig. Im Oktober 2010 wurde sie von der Thüringer Ehrenamtsstiftung mit dem Titel Thüringerin des Monats Oktober 2010 geehrt. Von Hannelore Henze gibt es im Palais Schardt eine historische Spielzeugsammlung.

## Werke
- Puppen und Puppenstuben. Weimar 1978.
- mit Renate Müller-Krumbach: Eine kleine heile Welt. Eine Kulturgeschichte der Puppenstube. Leipzig 1992.
- Der Jakobskirchhof in Weimar. Königswinter 1998.
- mit Ilse-Sibylle Stapff: Streifzüge durch das alte Weimar. Weimar 2004.
- mit Doris-Annette Schmidt: Der historische Friedhof in Weimar. Jena 2005.
- mit Doris-Annette Schmidt: Der Jakobskirchhof in Weimar. Jena 2007.
- mit Doris-Annette Schmidt: Der Jakobskirchhof in Weimar. Ilmenau 2010.